# Basil Cameron
Basil George Cameron Hindenberg (Reading, 18 agosto 1884 – 26 giugno 1975) è stato un direttore d'orchestra britannico.

## Biografia
Nato a Reading, nella contea inglese del Berkshire, da una famiglia di discendenza tedesca, iniziò lo studio del violino all'età di otto anni, studiando poi per quattro anni alla Hochschule di Berlino.
Hindenberg (nome con cui iniziò la carriera) studiò violino con Joseph Joachim e Leopold Auer divenendo poi un violinista nella London Symphony Orchestra. Nel 1912, iniziò a dirigere concerti all'aperto nel vicino centro balneare di Torquay. Nel 1914, all'inizio della prima guerra mondiale, ebbe dei problemi con il suo cognome di assonanza tedesca Hindenberg, così tolse il suo cognome dalle locandine adottando come cognome il suo terzo nome di battesimo. (Diverse fonti sostengono che egli adottò, all'inizio della sua carriera, il cognome tedesco in quanto esso era consentiva più facilmente l'ingresso nel mondo musicale rispetto ad un cognome inglese. Si disse anche che Cameron fosse il cognome da nubile della madre. Entrambe le tesi del tutto fantasiose.) Diresse ad alcuni Festival musiche di Richard Wagner e Richard Strauss con l'orchestra di Torquay, raggiungendo una certa notorietà nella scena musicale britannica.
Durante la prima guerra mondiale, Cameron fu arruolato nell'esercito britannico, dal novembre 1915 all'agosto 1918.. Cambiò il suo nome d'arte da Hindenberg a Cameron, nel settembre 1914 interrompendo provvisoriamente la sua carriera. Dopo la guerra, Cameron diresse orchestra in molte altre città britanniche. Critiche positive nei suoi confronti, fatte da personaggi famosi come George Bernard Shaw e Percy Grainger, incrementarono la sua notorietà.
Nel 1930 venne invitato, come direttore ospite, a dirigere la San Francisco Symphony Orchestra, divenendone poi il condirettore principale dal 1930 al 1932 quando ricoprì l'incarico assieme all'altro direttore Issay Dobrowen. Nel 1932 passò poi a dirigere l'Orchestra Sinfonica di Seattle.
Nel 1938, fece ritorno in Inghilterra, dove rimase per il resto della sua carriera. Nel 1940, venne inserito nel gruppo dei direttori di The Proms come direttore associato di Henry Wood. Venne insignito dell'onorificenza di Commendatore dell'Ordine dell'Impero Britannico nel 1957.
Cameron si sposò due volte, la prima con Frances James, e la seconda con Phyllis MacQueen.